# Cervon
Cervon (Sarvon en morvandiau) est une commune française située dans le département de la Nièvre, en région Bourgogne-Franche-Comté.

## Géographie
Cervon se situe dans le Morvan et fait partie de son parc naturel régional. Cette grande commune était au XIXe siècle la plus importante du canton. Elle est assise sur un sol granitique au sud et calcaire au nord. 1921 ha de bois recouvraient son territoire à la même époque. Elle comporte plusieurs hameaux. Le chef-lieu est bâti sur un plateau avec une vue sur les vaux d'Yonne d'un côté et sur les montagnes du Morvan de l'autre. Le centre du village est constitué de la grand place où viennent aboutir les axes routiers et où se tiennent six foires annuelles et un apport avec louage de domestiques le dimanche après l'Ascension en 1865.

### Hydrographie
- L'Anguison, l'Auxois, rivières qui traversent la commune.
- Le Gibon, ruisseau qui traverse la commune.

### Hameaux
(liste non exhaustive)
- Anguison - Jadis s'élevait en ce lieu le manoir seigneurial d'Anguison.
- Beugnon - Entre Lantilly et Cervon, à l'entrée d'un bois on remarquait encore au XIXe siècle, l'enceinte bien caractéristique d'une antique maison forte dont le bois recouvre les ruines.
- Bois-Boisseau - Ce hameau possède une cavité naturelle : La Perte du bois Boisseau. Il possède une ferme hélicicole.
- Bois-Franc - Près de La Chaume (voir ce lieu) est le Bois-Franc où les habitants de Précy et de Marcilly avaient le droit d'usage moyennant un rez d'avoine par feu à perpétuité. Le duc de Nevers céda cette redevance le 11 juillet 1545 à Charles du Pontot, bailli du Nivernais.
- Certaines - Certanæ - Sartanæ - Hameau considérable sur une hauteur au sud-est. Il a été le berceau d'une famille de ce nom, la Maison de Certaines, connue depuis 1296, qui tint aussi sur le territoire de la commune les fiefs de Doussas, Viry, Cervon en partie et Lantilly, et reste possessionnée à Anthien.

À côté du château aujourd'hui disparu se dressaient jusqu'au début du XXe siècle deux petits pavillons dont l'un servait de chapelle (restes encore visibles) et l'autre d'auditoire pour la justice. Quelques éléments de l'ancien château ont été intégrés dans le château de Villemolin (cheminée monumentale) et dans le manoir de la "Tour de Bailly" (fenêtre et coussiège), respectivement dans les communes voisines d'Anthien et Magny-Lormes. Cette seigneurie en toute justice, haute, moyenne et basse mouvait du comté de Château-Chinon mais une partie de ses dépendances mouvait du duché de Nevers. Le fief passa au XVIe siècle par héritage de la Maison de Certaines aux Maisons huguenotes de Loron puis de Blosset, puis fut racheté par Pierre-Constant, marquis de Certaines, au XVIIIe siècle, avant que le château ne soit vendu comme bien national en 1794. Une partie de l'ensemble situé au sommet de la colline reste insérée dans les anciens murs d'enceinte. Le hameau se compose aussi de plusieurs lieux-dits, dont Certaines le Moulin et Certaines la Vallée, situés en contrebas du relief, à proximité de l'Anguison.
- La Chaume - Calma - Le manoir du XVIe siècle, assis sur une hauteur près de la rive gauche de l'Anguison, a été le berceau d'une noble famille de ce nom. Jean de La Chaume, écuyer, parut en 1412 au siège de Château-Chinon. Pierre Ier de La Chaume, maître d'hôtel du duc de Brabant, reprit de fief pour le Meix-Richard, en 1470 et Pierre II pour La Chaume en 1504.
- La Cueldre - Fief près de Cuzy reconnaissait la même mouvance.
- Cuzy - Le château de Cuzy est une bâtisse du XVIIe siècle construit au flanc d'une colline au levant de Cervon. Il formait avec ses dépendances une seigneurie, en toute justice, mouvante du comté de Château-Chinon, à cause de la baronnie de Lormes.
- Douxas ou Doussas - Valentinges - Vellerot - Viry. Situés au nord-ouest du bourg, ces hameaux faisaient partie au VIIe siècle des domaines de Corbon. Ils sont reconnaissables sous les noms latins Dunsatium,Valentingæ, Vallis Crovaria, Viriacum, dans le testament de Varé, fils de Corbon. L'abbé de l'abbaye de Flavigny les abandonna en 864 au prieuré de Corbigny qu'il venait de fonder mais il les perdit bientôt. Il a donné son nom à une ancienne famille, aujourd'hui éteinte.
- Lantilly - Villa Lentulli. Son nom indique une origine romaine. C'est un vieux manoir bâti dans la vallée de l'Anguison à l'ouest. Il y avait jadis six tours, qui furent sapées vers 1810 par le propriétaire. Les fossés avec pont dormant sont inondés par les eaux de la rivière.
- Gibon - Fours à chaux, en brique réfractaire, de forme ronde, d'une hauteur de 8 mètres et d'une largeur de 15 mètres au pied de laquelle se trouve la carrière de pierre en calcaire bleu de Sinemurien. Ces établissements appartenaient en 1882 à Charles Beaugeon, chaufournier, qui perdit tous ses biens dans un incendie qui ravagea l'entreprise le 22 janvier 1882. Aujourd'hui cet établissement appartient à monsieur Roger Gros et peut être visité à l'occasion des Journées du Patrimoine. Dans cette vallée se trouvait autrefois une chapelle sous le vocable de Saint-Jean-Baptiste où il se faisait un grand concours le jour de sa fête. L'antiquité de cet endroit est attesté par des fragments découverts au XIXe siècle de médailles et de ruines.
- Grevaux - Ici se trouvaient quatre bois d'une contenance de 2 ha 35 a, appartenant au marquis d'Avaray et qui furent détruits par un incendie le 17 février 1882[1].
- Maré est divisé en Haut et Bas.
- Maré-lès-Bois - Au sud de Cervon, possédait autrefois une maison forte dont on voyait encore à la fin du XIXe siècle les fossés. Elle avait été construite sur l'emplacement d'une villæ romaine dont l'existence est attestée par des restes de fondations, de peinture à fresques, de mosaïque et par des débris de tuiles à rebords, de vases et de médailles d'Auguste, d'Antonin le Pieux, de Julia Augusta... et par une statuette de Mercure. Sous la féodalité Maré était un fief, avec justice, mouvant de la châtellenie de Montreuillon. Charles du Pontot en acquit la justice en 1545. Près de Maré-lès-Bois, est un monticule boisé, où l'on voit un retranchement circulaire nommé le Châtelet. Plusieurs savants y ont vu un camp romain.
- Marcilly - Baronnie - Ce hameau comptait à la fin du XIXe siècle près de 280 habitants, on y remarque une chapelle, dédiée à la Sainte Vierge. La paroisse de Cervon avait l'habitude de s'y rendre en procession générale dans les temps de grandes calamités. Le château, en face duquel est un pont, servant au passage de la route de Clamecy à Luzy, fut bâti au milieu du XVe siècle par Jean de Salazart, gentilhomme espagnol, baron du lieu. La chapelle castrale fut détruite pendant la Révolution.
- Montbaron - Situé sur la rive gauche de l'Anguison, au-dessus de Certaines, ce fief où l'on voyait jadis un manoir seigneurial appartenait au XIVe siècle à messire de Popillon, sieur de Boue et de Mhère, en partie. Péronnet du Pontot, écuyer, en fit aveu au comte de Nevers en 1459 et son fils Jean vers 1509.
- Montliffé - Au-dessus du hameau, dans les bois se situe la Belle-Pierre. C'est un bloc de granit en forme de sarcophage de deux ou trois mètres de long et gisant dans une fosse d'un mètre de profondeur. Il y avait jadis sur bord de la fosse un vieux chênes chargé d' ex-voto. On s'y rendait en pèlerinage pour guérir diverses maladies. Il y avait encore, nous dit l'abbé Baudiau, lors d'une de sa visite en ces lieux des guirlandes de fleurs champêtres et des croix.
- Paimpoirier - Se trouvent ici aussi des ruines d'un ancien château.
- Le Pontot - Hameau, au nord de Cervon, dans la vallée. Cette seigneurie était en toute justice, mouvant en plein fief du comté de Château-Chinon et de la baronnie de Lormes-Challon.
- Précy - Sur la rive droite de l'Anguison, dépendait en partie de la seigneurie de La Chaume. Ce hameau comptait deux cent soixante douze habitants en 1865.
- Tressolles - Au XVIIIe siècle, il était d'usage de se rendre le lundi de Pâques en procession générale à la chapelle rurale de ce hameau dédiée à la Sainte Vierge dont on voyait encore au XIXe siècle les ruines, dans les bois au sud, à 500 mètres du château de Tressolles[2]. Quelques archéologues ont cru y retrouver les vestiges de l'ancien Morvennum dans les ruines éparses aux environs. Le château de Tressolles fut le berceau d'une antique famille  éteinte depuis plusieurs siècles. Agnès de Tressolles avait épousé Jean Saulnier, chevalier, seigneur de Thoury-sur-Abron, conseiller et chambellan du roi, maître d'hôtel d'Isabelle de Valois, duchesse de Bourbonnais et bailli de Saint-Pierre-le-Moûtier, mort en 1389. La seigneurie de Tressolles était mouvante du duché de Nevers et appartint avec Cervon, au XVIe siècle, à la Maison de Damas puis à la Maison de Jaucourt dont une branche prenait ce nom.

### Climat
Pour des articles plus généraux, voir Climat de la Bourgogne-Franche-Comté et Climat de la Nièvre.
En 2010, le climat de la commune est de type climat des marges montargnardes, selon une étude du Centre national de la recherche scientifique s'appuyant sur une série de données couvrant la période 1971-2000. En 2020, Météo-France publie une typologie des climats de la France métropolitaine dans laquelle la commune est exposée à un climat océanique altéré et est dans la région climatique  Centre et contreforts nord du Massif Central, caractérisée par un air sec en été et un bon ensoleillement. 
Pour la période 1971-2000, la température annuelle moyenne est de 10,7 °C, avec une amplitude thermique annuelle de 16,2 °C. Le cumul annuel moyen de précipitations est de 1 003 mm, avec 13,1 jours de précipitations en janvier et 8,8 jours en juillet. Pour la période 1991-2020, la température moyenne annuelle observée sur la station météorologique de Météo-France la plus proche, « Lormes_sapc », sur la commune de Lormes à 7 km à vol d'oiseau, est de 11,2 °C et le cumul annuel moyen de précipitations est de 1 071,3 mm. 
La température maximale relevée sur cette station est de 40,7 °C, atteinte le 25 juillet 2019 ; la température minimale est de −18,1 °C, atteinte le 12 janvier 1987,,. 
Les paramètres climatiques de la commune ont été estimés pour le milieu du siècle (2041-2070) selon différents scénarios d'émission de gaz à effet de serre à partir des nouvelles projections climatiques de référence DRIAS-2020. Ils sont consultables sur un site dédié publié par Météo-France en novembre 2022.

## Urbanisme

### Typologie
Au 1er janvier 2024, Cervon est catégorisée commune rurale à habitat dispersé, selon la nouvelle grille communale de densité à sept niveaux définie par l'Insee en 2022.
Elle est située hors unité urbaine et hors attraction des villes,.

### Occupation des sols
L'occupation des sols de la commune, telle qu'elle ressort de la base de données européenne d’occupation biophysique des sols Corine Land Cover (CLC), est marquée par l'importance des territoires agricoles (64,4 % en 2018), une proportion identique à celle de 1990 (64,4 %). La répartition détaillée en 2018 est la suivante : prairies (55,4 %), forêts (35,1 %), terres arables (6,4 %), zones agricoles hétérogènes (2,7 %), zones urbanisées (0,5 %). L'évolution de l’occupation des sols de la commune et de ses infrastructures peut être observée sur les différentes représentations cartographiques du territoire : la carte de Cassini (XVIIIe siècle), la carte d'état-major (1820-1866) et les cartes ou photos aériennes de l'IGN pour la période actuelle (1950 à aujourd'hui).

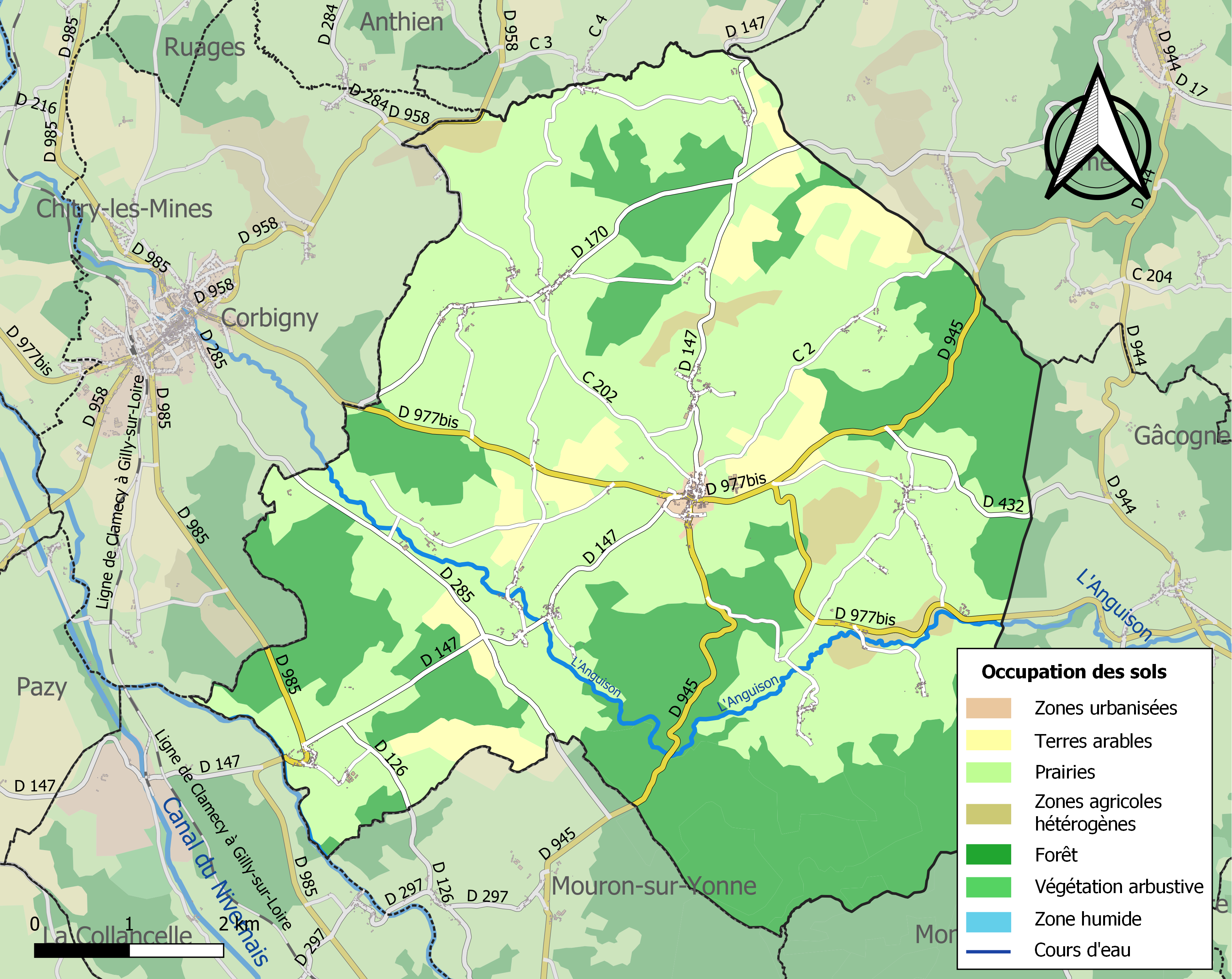
Carte des infrastructures et de l'occupation des sols de la commune en 2018 (CLC).

## Toponymie
Le nom de la localité est attesté sous la forme Cervedunum au VIe siècle.
Du latin cervus, « cerf » et du radical indo-européen *dhun-, associant un relief et un habitat défendu « dune », à l’origine d’une racine celtique *dhuno dont le premier sens aurait été « clôture, zone enclose », d’où le gaulois  dūnum qui a pris le sens de « citadelle, enceinte fortifiée » et, par métonymie, celui de « colline, mont » puisque la plupart des citadelles étaient bâties sur des hauteurs. Peut se traduire par « la montagne aux cerfs ».

## Histoire
Cervon,  Cervidunum, Cerdunum, (montagne aux cerfs), doit son origine à une ancienne abbaye, fondée au VIe siècle par un saint prêtre, ermite et moine : Eptade d'Autun. Le beau plateau que ce bourg occupe aujourd'hui, n'était alors qu'une sombre forêt, où le saint homme vint se réfugier pour échapper à l'honneur de l'épiscopat. Mais ses vertus, et ses austérités et sa sainteté firent qu'un nombre important de disciples accoururent à ses côtés. Il lui fallut alors avec les largesse de Clovis, construire un abri pour les héberger, et c'est ainsi que naquit l'abbaye Saint Eptade de Cervon, dont il sera le premier abbé et elle sera placée sous son vocable, puisqu'il décéda en 525.
Cette maison ayant acquis de l'importance, le roi Charles le Chauve, en la confirmant sous l'épiscopat d'Althée, en 843, à l'église Saint-Nazaire d'Autun, la qualifie de : monasterium sancti Eptadii in Cerviduno. La paroisse était jadis du diocèse d'Autun, de l'archiprêtré de Corbigny, des élections et greniers à sel de Château-Chinon et de Vézelay.
Cervon fut autrefois clos de murs et de fossés, en vertu de la permission que le chapitre obtint, en 1334 de Louis de Crécy, comte de Nevers. Le bourg de Cervon était une seigneurie et possédait une maison-forte dite Mothe-de-Cervon, un pourpris, manoir, prés, terres, bois de mille arpents, avec haute, moyenne et basse justice. Elle appartenait au XIVe siècle à une famille qui en portait le nom. Guy de Cervon, chevalier, était seigneur du lieu en 1391.
En 1667, la paroisse, une des plus anciennes du Morvan, compte 1300 communiants.

### La Révolution
En 1790, on y créa un canton, avec justice de paix, qui se composait des communes de : Cervon, Epiry, Sardy, Mouron, Vauclaix, mais il fut supprimé en 1800.

### Le Tacot du Morvan
Au début du XXe siècle, la commune était desservie par une des lignes du Tacot du Morvan : le chemin de fer de Corbigny à Saulieu appartenant au réseau de la Nièvre, exploité par la Société générale des chemins de fer économiques.
Le trafic voyageurs est stoppé le 15 mars 1939.

## Politique et administration
(liste non exhaustive)
Curés connus
- 1590 - J. Charnoul
- 1653 - Guillemeau
- 1662 - Blangey
- 1665 - Fortoi
- 1667 - Pierre Vallé
- 1696 - Barrault
- 1702 - Marlot
- 1707 - Jean de Barraud, chanoine et curé de Cervon
- 1718 - Berrier
- 1771 - Perrein
- 1818 - Jacques Thiéblot
- 1835 - Cadeau, puis chanoine de la cathédrale de Nevers
- 1842 - Etienne Lhéritier

Baillis
- 1684 - François Delagrange

Procureur fiscal
- 1607 - Barthélemy du Pontot

Maires nommés
- Second Empire - Honoré-Joseph-Octave Le Peletier, comte d'Aunay

Maires élus
| Période                                  | Période  | Identité        | Étiquette | Qualité                                                                                                |
| ---------------------------------------- | -------- | --------------- | --------- | --- |
| 1939                                     | 1940     | Jehan Faulquier | Droite    | Chef d'entreprise et exploitant agricole Conseiller d'arrondissement du canton de Corbigny (1937-1940) |
| 1945                                     | 1983     | Jehan Faulquier | CNIP      | Conseiller général du canton de Corbigny (1945-1967), député (1958-1962)                               |
| 1983                                     | 2014     | Pierre Sauvat   |           | Retraité                                                                                               |
| 2014                                     | En cours | Fabien Sansoit  |           | Professeur des écoles                                                                                  |
| Les données manquantes sont à compléter. |          |                 |           | |

## Démographie
L'évolution du nombre d'habitants est connue à travers les recensements de la population effectués dans la commune depuis 1793. Pour les communes de moins de 10 000 habitants, une enquête de recensement portant sur toute la population est réalisée tous les cinq ans, les populations de référence des années intermédiaires étant quant à elles estimées par interpolation ou extrapolation. Pour la commune, le premier recensement exhaustif entrant dans le cadre du nouveau dispositif a été réalisé en 2006.

En 2022, la commune comptait 594 habitants, en évolution de −8,47 % par rapport à 2016 (Nièvre : −3,28 %, France hors Mayotte : +2,11 %).
| 1793  | 1800  | 1806  | 1821  | 1831  | 1836  | 1841  | 1846  | 1851  |
| ----- | ----- | ----- | ----- | ----- | ----- | ----- | ----- | ----- |
| 1 667 | 1 787 | 1 603 | 2 008 | 2 108 | 2 115 | 2 060 | 2 164 | 2 191 |

| 1856  | 1861  | 1866  | 1872  | 1876  | 1881  | 1886  | 1891  | 1896  |
| ----- | ----- | ----- | ----- | ----- | ----- | ----- | ----- | ----- |
| 2 166 | 2 106 | 2 075 | 2 080 | 2 088 | 2 000 | 1 921 | 1 892 | 1 811 |

| 1901  | 1906  | 1911  | 1921  | 1926  | 1931  | 1936  | 1946 | 1954 |
| ----- | ----- | ----- | ----- | ----- | ----- | ----- | ---- | ---- |
| 1 775 | 1 652 | 1 601 | 1 344 | 1 263 | 1 113 | 1 046 | 961  | 885  |

| 1962 | 1968 | 1975 | 1982 | 1990 | 1999 | 2006 | 2011 | 2016 |
| ---- | ---- | ---- | ---- | ---- | ---- | ---- | ---- | ---- |
| 862  | 836  | 718  | 683  | 629  | 661  | 608  | 596  | 649  |

| 2021 | 2022 | - | - | - | - | - | - | - |
| ---- | ---- | - | - | - | - | - | - | - |
| 616  | 594  | - | - | - | - | - | - | - |

## Lieux et monuments
Religieux
- Abbaye Saint-Eptade de Cervon:
- Église romane Saint-Barthélemy : ancienne collégiale au plan en croix latine. Portail roman remanié au XVe siècle, ne subsiste du tympan (fin du XIIe siècle) qu'une figure du Christ en Majesté entouré des symboles des Apôtres (Tétramorphe,  Classé MH (1908)) ainsi qu'un retable groupe sculpté de la Vierge de Pitié du XVIIe siècle,  Classé MH (1962), en pierre calcaire daté de 1604 et dédicacé à Anne de la Forest[21]. Elle présente une des toutes premières croisées d'ogives du Nivernais. Ouverture sur demande[22].
- Chapelle Notre-Dame de Marcilly,  Vierge de pitié, sculpture en pierre polychrome du XVIe siècle, la Vierge porte un manteau rouge, et le fond de la niche est bleu sur lequel sont posés en semis les trois clous de la Passion, Classé MH (1957)[23]

Civils
- Cave de l'ancienne abbaye (sous l'école).
- Maison de la Providence : établissement de religieuses (4 sœurs) de la Providence de Portieux  fondée à Cervon en 1854
- Château de Certaines (ruines)
- Château de Cuzy, au levant de la commune perché sur une colline cette construction du XVIIe siècle n'a jamais subi de transformation. Il est rattaché au district de Château-Chinon
- Château de Lantilly, construit sur l'emplacement d'une villa gallo-romaine. Inscrit MH (1985)
- Château de Marcilly, construit sur les bords de l'Yonne en 1455 il subit des transformations en 1638. Inscrit MH (1996)
- Château de Paimpoirier (ruines)
- Château de Tressolles (ruines)
- Château du Pontot, construction du XVe siècle ravagé pendant la guerre de Cent Ans puis par les Grandes Compagnies, il ne reste que la tour carrée et la tour hexagonale
- Les lavoirs au nombre de 25 dans la commune (dont celui de Montlifé)
- La chaumière de Certaines, la dernière du Morvan, achetée et restaurée par le département, inscrite aux Monuments historiques ainsi que le puits, (cadastre AH13),  Inscrit MH (1989), aujourd'hui en très mauvais état[24].
- La Belle-Pierre, au hameau de Montliffé.
- Manoir seigneurial d'Anguison (entièrement disparu)
- Manoir de Montbaron (entièrement disparu)
- Manoir de Montliffé
- Manoir de la Chaume, inscrit aux monuments historiques en 2010
- Maison forte de Beugnon, entre Lantilly et Cervon, (ruines recouvertes par les bois)
- Maison forte Mothe-de-Cervon (bourg)
- Maison forte de Maré-lès-Bois
- Moulin de Certaines, (vestiges)
- Moulin de Précy
- Four à chaux (Gibon)
- Croix de Nandou
- Cavités naturelles : l'Ambime - perte du Bois Boisseau - doline - source de Lantilly - grotte de Beauregard[25],[26]
- La commune est classée pour les Espaces naturels sensibles en Zone ZNIEFF de Type II : Morvan-Ouest, secteur de Pannecière.

## Personnalités liées à la commune
- Eptade d'Autun, moine fondateur de l'abbaye de Cervon, au VIe siècle, dont il fut le premier abbé et qui portera son nom à son décès.
- Roch du Verdier, abbé de l'abbaye Saint-Eptade de Cervon, natif du lieu y décède en 1707.
- Philippe Sauvat, entrepreneur à Cervon qui construisit le 11 mars 1876, la mairie-école de Dirol (Tannay), Nièvre.
- Jehan Faulquier, entrepreneur, né en 1910 à Cervon, mort à Cervon en 1984, maire de 1939 à 1940 et de 1945 à 1983, conseiller général de Corbigny de 1945 à 1967, député CNIP de la Nièvre de 1958 à 1962.
- Jacqueline Cervon (pseudonyme de Jacqueline Moussard) née à Cervon en 1924, auteur de romans pour la jeunesse.
- Jean Cordillot, né en 1927 à Cervon, ancien député communiste.